# Hilde Fenne
Hilde Fenne, née le 12 mai 1993 à Voss, est une biathlète norvégienne, championne du monde de relais en 2013. 

## Carrière
En 2012, elle remporte deux titres aux Championnats du monde jeunesse en sprint et en relais.
Elle fait ses débuts en Coupe du monde en décembre 2012 à Östersund, marquant ses premiers points, puis gagne un relais à Hochfilzen. Quelques semaines plus tard, elle obtient un titre mondial au relais féminin à Nové Město en compagnie de Ann Kristin Flatland, Synnøve Solemdal et Tora Berger. 
Lors de la saison 2015-2016, elle obtient son premier top 10 avec une 8e place à la poursuite de Pokljuka.
Fille des biathlètes Gisle Fenne et Helga Øvsthus Fenne, elle prend sa retraite sportive en 2018 à seulement 24 ans.

## Palmarès

### Championnats du monde
| Édition \ Épreuve | Individuel | Sprint | Poursuite | Mass start | Relais                         | Relais mixte |
| 2013 Nové Město   | 77e        | —      | —         | —          | Médaille d'or, Jeux olympiques | —            |
| 2017 Hochfilzen   | —          | 58e    | 55e       | —          | 11e                            | —            |

Légende :
- : première place, médaille d'or
- — : non disputée par Fenne

### Coupe du monde
- Meilleur classement général : 54e en 2018.
- Meilleur résultat individuel : 8e.
- 6 podiums en relais : 3 victoires, 1 deuxième place, 2 troisièmes places.
- 1 podium en relais simple mixte : 1 troisième place.

#### Classement annuel en Coupe du monde
| Saison    | Classement général final |
| 2012-2013 | 62e                      |
| 2013-2014 | 81e                      |
| 2014-2015 | nc                       |
| 2015-2016 | 55e                      |
| 2016-2017 | 77e                      |
| 2017-2018 | 54e                      |

### Championnats d'Europe
- Médaille de bronze du relais en 2014.

### Championnats du monde junior
- Médaille d'or du sprint (jeune) et du relais en 2012 à Kontiolahti.
- Médaille de bronze de l'individuel en 2012 (jeune).

### Festival olympique de la jeunesse européenne
- Médaille d'argent du relais mixte en 2011.
- Médaille de bronze du sprint en 2011.

### IBU Cup
- 4 podiums dont 2 victoires.